# 古勝敦
古勝 敦（こかつ あつし、1961年－）は、日本の映画監督・脚本家。鹿児島県奄美市出身。

## 経歴
東京農業大学を経て、1982年より助監督として映画、TVドラマ、CM、PV、Vシネマの制作に携わる。2012年監督作品「トテチータ・チキチータ」で日本映画批評家大賞新人監督賞を受賞。

## 映画
- トテチータ・チキチータ(2012年、出演：豊原功補、寿理菜、葉山奨之、松原智恵子)
- 日曜日、すずは口笛を吹いた(2014年、出演：白石南帆、葉山奨之、山口智充、元ちとせ、石田明（NON STYLE）

## 舞台
- 1986年「映画館と魔法使い」作・演出
- 2014年「つづく・・・」(作 : 梶本恵美 、出演 : 近藤結宥花、三浦伸子、梶村ともみ)
- 2015年「二人の死刑執行人」、「ファンドとリス」(作 : フェルナンド・アラバール、出演 : 森下くるみ、村松恭子、吉田侑生)

## 映画祭実績
- トテチータ・チキチータ
  - 第22回『日本映画批評家大賞』・新人監督賞、助演女優賞[1]
  - 2012年『ポルト国際映画祭』正式招待作品
  - 第13回『ハンブルク日本映画祭』正式招待作品
  - 第6回『JAPAN CUTS』ニューヨーク正式招待作品

- 日曜日、すずは口笛を吹いた
  - 第六回沖縄国際映画祭ワールドプレミア作品[2]

## 受賞歴
- 2012年
  - 第22回日本映画批評家大賞 新人監督賞[3]